# Condado de Kingsbury
El condado de Kingsbury (en inglés: Kingsbury County, South Dakota), fundado en 1873, es uno de los 66 condados en el estado estadounidense de Dakota del Sur. En el 2000 el condado tenía una población de  5815 habitantes en una densidad poblacional de  personas por 1 km². La sede del condado es De Smet.

## Geografía
Según la Oficina del Censo, el condado tiene un área total de 2237 km² (863,7 mi²), de la cual 2171 km² (838,2 mi²) es tierra y 66 km² (25,5 mi²) es agua.

### Condados adyacentes
- Condado de Hamlin - noreste
- Condado de Brookings - este
- Condado de Lake - sureste
- Condado de Miner - sur
- Condado de Beadle - oeste
- Condado de Clark - noroeste

### Lagos
- Badger Lake
- Cherry Lake
- Mud Lake
- Lake Albert
- Lake Henry
- Lake Preston
- Lake Thisted
- Lake Thompson
- Lake Whitewood
- Plum Lake
- Sping Lake
- Spirit Lake
- Twin Lakes

## Demografía
En el 2000 la renta per cápita promedia del condado era de $31 262, y el ingreso promedio para una familia era de $41 057. El ingreso per cápita para el condado era de $16 522. En 2000 los hombres tenían un ingreso per cápita de $26 681 versus $19 174 para las mujeres. Alrededor del 10.00% de la población estaba bajo el umbral de pobreza nacional.
| 1900 | 1910   | 1920   | 1930   | 1940   | 1950 | 1960 | 1970 | 1980 | 1990 | 2000 | Est. 2008 |
| ---- | ------ | ------ | ------ | ------ | ---- | ---- | ---- | ---- | ---- | ---- | --------- |
| 9866 | 12 560 | 12 802 | 12 805 | 10 831 | 9962 | 9227 | 7657 | 6679 | 5925 | 5815 | 5394      |

## Ciudades y pueblos
- Arlington
- Badger
- Bancroft
- De Smet
- Erwin
- Esmond
- Hetland
- Lake Preston
- Manchester (ciudad muerta)
- Osceola
- Oldham

## Principales carreteras
- Carretera de U.S. 14
- Carretera de U.S. 81
- Carretera Dakota del Sur 25